# Максимилиан II (император Священной Римской империи)
Максимилиа́н II (нем. Maximilian II; 31 июля 1527, Вена — 12 октября 1576, Регенсбург) — император Священной Римской империи и эрцгерцог Австрии с 25 июля 1564 года до своей смерти, король Чехии (коронован 14 мая 1562 года под именем Максимилиана I), король Германии (римский король, коронован 28 ноября 1562 года), король Венгрии и Хорватии (коронован 8 сентября 1563 года). Представитель династии Габсбургов.

## Биография
Максимилиан был старшим сыном Фердинанда I и его жены Анны Богемской и Венгерской, родился в Вене 31 июля 1527 года. Он обучался в Испании, приобрёл военный опыт во время кампании своего дяди Карла V против Франции в 1544 году, а также в Шмалькальденской войне, и вскоре начал принимать участие в делах империи.
В сентябре 1548 года Максимилиан женился на своей кузине Марии, дочери Карла V, и с 1548 по 1550 годы был наместником императора в Испании. В декабре 1550 году он вернулся в Германию, чтобы принять участие в обсуждении судьбы императорского престола. Карл V желал, чтобы его сын Филипп (впоследствии король Испании) стал его преемником, однако его брат Фердинанд, правивший династическими землями Габсбургов, тоже хотел получить императорский титул. Компромисс был достигнут: Филипп был объявлен наследником Фердинанда. Между двумя ветвями Габсбургов были весьма натянутые отношения, из-за которых болезнь Максимилиана в 1552 году приписывали отравлению в интересах его кузена Филиппа.

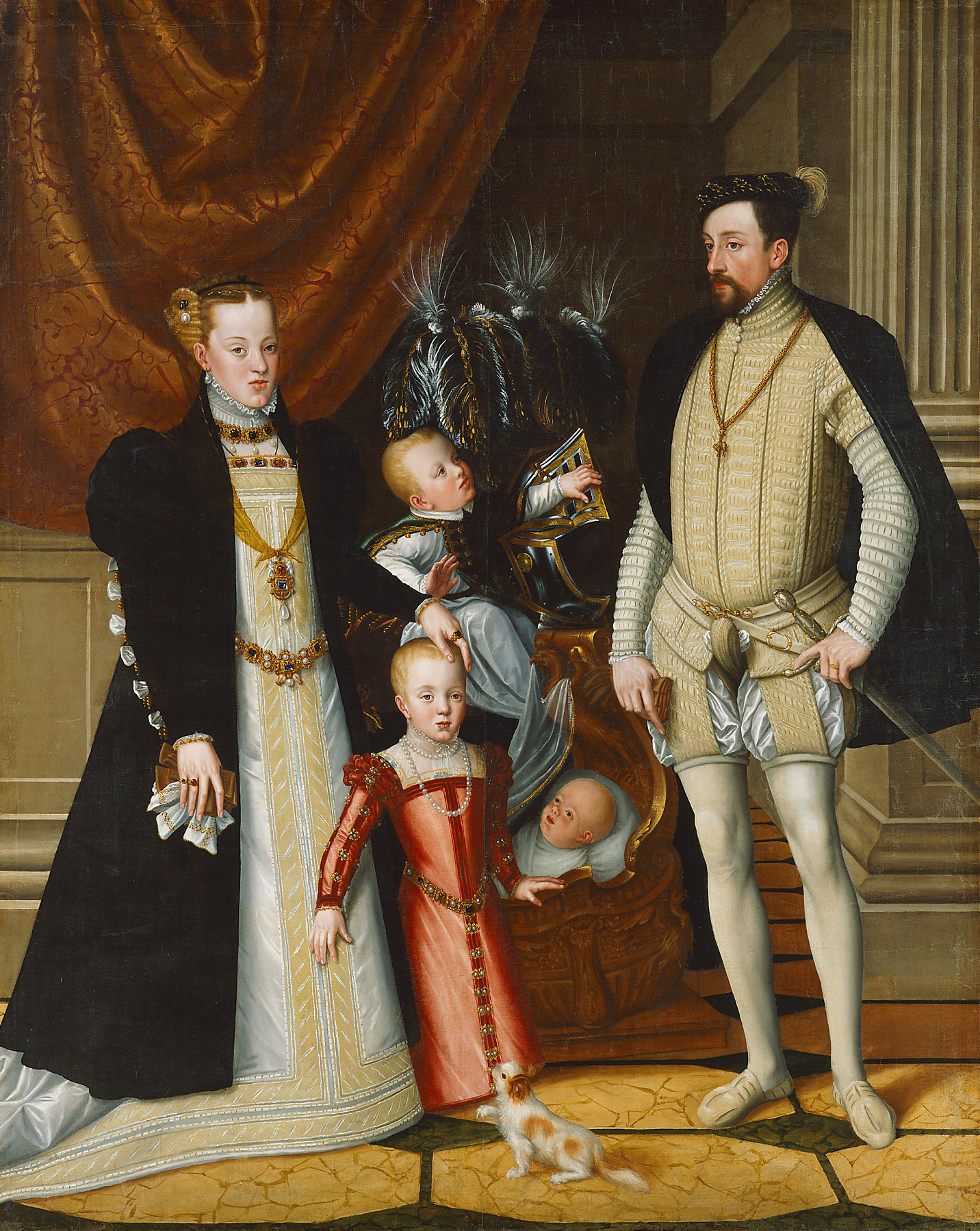
Джузеппе Арчимбольдо. Портрет Максимилиана II с семьёй, ок. 1563

Примерно в то же время Максимилиан поселился в Вене и стал править австрийскими владениями и оборонять их от турок. Ещё в раннем возрасте Максимилиан попал под влияние протестантизма, он поддерживал дружеские отношения с протестантскими правителями и близко общался с придворным священником-лютеранином. Его отец, став императором в 1558 году, пообещал папе Павлу IV, что его сын не взойдёт на императорский престол, если покинет католическую церковь. Таким образом, Максимилиан формально оставался католиком, хотя до конца жизни придерживался протестантских взглядов.
В ноябре 1562 года Максимилиан был коронован во Франкфурте как римский король или король Германии, став наследником императора. Предварительно он убедил католических князей в том, что разделяет их веру, а протестантским князьям обещал, что публично примет Аугсбургское исповедание, став императором. В сентябре 1563 года Максимилиан стал королём Венгрии, а после смерти его отца, в июле 1564 года стал императором Священной Римской империи, а также королём Венгрии, Хорватии и Богемии.
Став императором, Максимилиан вынужден был разбираться с религиозным расколом в своих землях. Будучи веротерпимым монархом, он старался соблюсти баланс и часто выступал посредником между католиками и протестантами. В 1568 году после очередной войны с Османской империей Максимилиан заключил с султаном Селимом II мирный договор с выплатой туркам дани в течение 8 лет.
Отношения между Максимилианом и Филиппом Испанским со временем наладились. Смерть испанского инфанта Карлоса в 1568 году открывала для Максимилиана или его сыновей путь к наследованию испанского престола. В 1570 году дочь императора Анна стала четвёртой женой его кузена Филиппа II. Также Максимилиан без особого успеха заступался за перешедшие в протестантизм Нидерланды, которые Филипп пытался покорить огнём и мечом. В 1575 году группа польских и литовских магнатов предложила Максимилиана в качестве кандидата на трон Польши, однако он не имел достаточной популярности и королём избрали трансильванского князя Стефана Батория.
Максимилиан скончался 12 октября 1576 года в Регенсбурге. Перед смертью он отказался от последнего причастия. Император был похоронен в соборе Святого Вита в Праге. Трон Максимилиана перешёл его сыну Рудольфу, а позже императором также стал его сын Матвей.

## Семья
В 1548 году женился на испанской инфанте Марии (1528—1603), дочери императора Карла V. Дети:
1. Анна Австрийская (1549—1580), четвёртая жена короля Испании Филиппа II, мать Филиппа III.
2. Фердинанд (1551—1552)
3. Рудольф II (1552—1612), император Священной Римской империи
4. Эрнст (1553—1595), эрцгерцог, штатгальтер Испанских Нидерландов
5. Елизавета Австрийская (1554—1592), жена короля Франции Карла IX.
6. Мария (1555—1556)
7. Маттиас (1557—1619), император Священной Римской империи
8. мертворожденный сын (1557)
9. Максимилиан III Австрийский (1558—1618), эрцгерцог, великий магистр Тевтонского ордена.
10. Альбрехт VII (1559—1621), эрцгерцог, штатгальтер Испанских Нидерландов, муж испанской инфанты Изабеллы Клары Евгении
11. Венцель (1561—1578), эрцгерцог, великий приор Ордена Святого Иоанна
12. Фридрих (1562—1563)
13. Мария (ум. 1564)
14. Карл (1565—1566)
15. Маргарита (1567—1633), монахиня
16. Элеонора (1568—1580).